# جنسنايا
جنسنايا  هي إحدى القرى اللبنانية من قرى قضاء جزين في محافظة الجنوب.